# Orzechówka (rejon smorgoński)
Orzechówka (biał. Арэхаўка; ros. Ореховка) − wieś na Białorusi, w obwodzie grodzieńskim, w rejonie smorgońskim, w sielsowiecie Korzenie.
Do 1969 roku nosiła nazwę Naroty.

## Historia
W czasach zaborów wieś Naroty w okręgu wiejskim Łyczniki, w gminie Smorgonie, w powiecie oszmiańskim, w guberni wileńskiej Imperium Rosyjskiego. W 1866 roku liczyła 98 mieszkańców w 12 domach. Należała do dóbr skarbowych Smorgonie. W 1905 roku liczyła 135 mieszkańców, 245 dziesięcin.
W latach 1921–1945 wieś leżała w Polsce, w województwie wileńskim, w powiecie oszmiańskim, w gminie Smorgonie.
W 1931 wieś w 23 domach zamieszkiwało 116 osób.
Wierni należeli do parafii rzymskokatolickiej i prawosławnej w Smorgoniach. Miejscowość podlegała pod Sąd Grodzki w Smorgoniach i Okręgowy w Wilnie; właściwy urząd pocztowy mieścił się w Smorgoniach.
Po II wojnie światowej w granicach Związku Sowieckiego. Od 1991 w niepodległej Białorusi.